# Ernst ist das Leben
Pour plus de détails, voir Fiche technique et Distribution.
Ernst ist das Leben (en français, La Vie est sérieuse) est un film allemand réalisé par Fern Andra sorti en 1916.

## Synopsis
Fany, fille d'une fleuriste, est fiancée à Fritz, employé dans un bureau d'ingénierie. Grâce au docteur Thielen, elle fait la connaissance d'un maître de ballet qui découvre son talent de danseuse et entraîne Fany. Elle a vite une carrière de ballerine et se lève pour devenir une danseuse soliste au théâtre. Lorsqu'un incendie se déclare une nuit de spectacle, le jeune sculpteur Holger lui sauve la vie. Bientôt, ils se rapprochent l'un de l'autre et deviennent amants.
Holger veut que Fany soit son modèle, mais comme prévu, Fritz a quelque chose contre. Fany quitte Fritz et épouse Holger. Mais ce mariage est sous une mauvaise étoile après une courte période de bonheur. Holger s'égare alors que Fany souffre en silence. Un soir, elle surprend Holger avec une autre femme. Cependant, Fany tente de sauver son mariage, mais son mari refuse tous ses efforts. Fany meurt d'un cœur brisé.

## Fiche technique
- Titre : Ernst ist das Leben
- Réalisation : Fern Andra
- Scénario : Fern Andra
- Photographie : Willy Winterstein
- Producteur : Fern Andra, Georg Bluen
- Société de production : Fern Andra-Film
- Société de distribution : Fern Andra-Film
- Pays d'origine :  Empire allemand
- Langue : allemand
- Format : Noir et blanc - 1,33:1 - 35 mm
- Genre : Drame
- Durée : 71 minutes
- Dates de sortie :
  -  Empire allemand : 27 octobre 1916.

## Distribution
- Fern Andra : Fany
- Alfred Abel : Holger
- Fritz Delius : Fritz Jansen
- Frida Richard : La mère de Fany

## Source de la traduction
- (de) Cet article est partiellement ou en totalité issu de l’article de Wikipédia en allemand intitulé « Ernst ist das Leben » (voir la liste des auteurs).